# Rosario (Agusan del Sur)
Pour les articles homonymes, voir Rosario (homonymie).
Rosario est une municipalité de la province d'Agusan del Sur, aux Philippines.